# Lactuca pulchella
Lactuca pulchella là một loài thực vật có hoa trong họ Cúc. Loài này được (Pursh) DC. mô tả khoa học lần đầu năm 1838.